# Ugo Pietro Spinola
Ugo Pietro Spinola (ur. 29 czerwca 1791 w Genui, zm. 21 stycznia 1858 w Rzymie) – włoski kardynał

## Życiorys
Urodził się 29 czerwca 1791 roku w Genui, jako syn Francesca Marii Spinoli i Eugenii Pallavicini. Studiował w Collegio dei Protonotari, gdzie uzyskał doktorat utroque iure. 23 grudnia 1815 roku przyjął święcenia kapłańskie. Następnie był reprezentantem papieskim w kilku włoskich miastach, prałatem Jego Świątobliwości i protonotariuszem apostolskim. 2 października 1826 roku został wybrany tytularnym arcybiskupem Teb, a 26 listopada przyjął sakrę. W tym samym czasie mianowano go nuncjuszem apostolskim w Cesarstwie Austriackim. 30 września 1831 roku został kreowany został kreowany kardynałem in pectore. Jego nominacja na kardynała prezbitera została ogłoszona 2 lipca 1832 roku, a następnie nadano mu kościół tytularny Santi Silvestro e Martino ai Monti. Jednocześnie przestał pełnić funkcje dyplomatyczne w Austrii. W latach 1833–1835 i 1841–1843 był legatem w Bolonii. W 1844 roku został prodatariuszem apostolskim. Zmarł 21 stycznia 1858 roku w Rzymie.